# Pseudoluperus tuberculatus
Pseudoluperus tuberculatus is een keversoort uit de familie bladkevers (Chrysomelidae). De wetenschappelijke naam van de soort werd in 1942 gepubliceerd door Blake.